# Pyrinia niligenata
Pyrinia niligenata là một loài bướm đêm trong họ Geometridae.